# Estació de Sahagún
L'estació de Sahagún es troba a la localitat de Sahagún, a la província de Lleó. Té serveis de mitjana i llarga distància operats per Renfe.
Es troba al punt quilomètric 61,200 de la línia que uneix Venta de Baños (Palència) amb Gijón, d'ample ibèric, en via doble i electrificat.

## Trens

### Mitjana Distància
| Línia | Trens               | Origen/destinació                    | Destinació/origen                        |
| ----- | ------------------- | ------------------------------------ | ---------------------------------------- |
|       | Intercity           | Madrid-Chamartín Alcázar de San Juan | Lleó                                     |
|       | Intercity           | Madrid-Chamartín                     | Vigo-Guixar                              |
| 17    | MD Regional Express | Lleó Ponferrada                      | Valladolid-Campo Grande Medina del Campo |

### Llarga Distància
| Tren                | Origen/destinació | Parades Intermèdies | Destinació/origen | Observacions                 |
| ------------------- | ----------------- | --- | ----------------- | ---------------------------- |
| Alvia               | A Coruña          | Santiago de Compostel·la · Ourense-Empalme · Monforte de Lemos · San Clodio-Quiroga · A Rúa-Petín · O Barco de Valdeorras · Ponferrada · Bembibre · Astorga · Lleó · Sahagún · Palència · Burgos-Rosa de Lima · Miranda de Ebro · Vitòria · Pamplona · Tafalla · Castejón de Ebro · Tudela de Navarra · Saragossa-Delicias · Lleida Pirineus · Camp de Tarragona | Barcelona-Sants   | 4 trens setmanals per sentit |
| Alvia               | Vigo-Guixar       | Redondela · O Porriño · Ourense-Empalme · Monforte de Lemos · San Clodio-Quiroga · A Rúa-Petín · O Barco de Valdeorras · Ponferrada · Bembibre · Astorga · Lleó · Sahagún · Palència · Burgos-Rosa de Lima · Miranda de Ebro · Vitòria · Pamplona · Tafalla · Castejón de Ebro · Tudela de Navarra · Saragossa-Delicias · Lleida Pirineus · Camp de Tarragona    | Barcelona-Sants   | 3 trens setmanals per sentit |
| Alvia               | Gijón             | Oviedo · Mieres-Puente · Pola de Lena · León · Sahagún · Palència · Valladolid-Campo Grande · Segovia-Guiomar · Madrid-Chamartín · Madrid-Atocha · Cuenca-Fernando Zóbel · Albacete-Los Llanos · Villena AV | Alacant-Terminal  | 1 tren diari per sentit      |
| Alvia               | Gijón             | Oviedo · Mieres-Puente · Pola de Lena · La Robla · León · Sahagún · Palència · Burgos-Rosa de Lima · Miranda de Ebro · Vitòria · Pamplona · Tafalla · Tudela de Navarra · Saragossa-Delicias · Lleida Pirineus · Camp de Tarragona | Barcelona-Sants   | 6 trens setmanals per sentit |
| Alvia               | Gijón             | Oviedo · Mieres-Puente · Pola de Lena · León · Sahagún · Palència · Valladolid-Campo Grande · Segovia-Guiomar | Madrid-Chamartín  | 3/4 trens diaris per sentit  |
| Intercity           | A Coruña          | Santiago de Compostel·la · O Carballiño · Ourense-Empalme · Monforte de Lemos · San Clodio-Quiroga · A Rúa-Petín · O Barco de Valdeorras · Ponferrada · Bembibre · Astorga · Lleó · Sahagún · Palència · Burgos-Rosa de Lima · Briviesca · Miranda de Ebro · Vitòria · Altsasu · Zumarraga · Sant Sebastià · Irun                                                | Hendaia           | 1 tren diari per sentit      |
| Intercity           | Vigo-Guixar       | Redondela · Guillarei · Ourense-Empalme · Monforte de Lemos · San Clodio-Quiroga · A Rúa-Petín · O Barco de Valdeorras · Ponferrada · Bembibre · Astorga · Lleó · Sahagún · Palència · Burgos-Rosa de Lima · Briviesca · Miranda de Ebro · Laudio | Bilbao-Abando     | 1 tren diari per sentit      |
| Trenhotel Atlántico | Ferrol            | Pontedeume · Betanzos-Cidade · Betanzos-Infesta · Curtis · Guitiriz · Lugo · Sarria · Monforte de Lemos · San Clodio-Quiroga · A Rúa-Petín · O Barco de Valdeorras · Ponferrada · Bembibre · Astorga · Veguellina · Lleó · Sahagún · Palència · Venta de Baños · Valladolid-Campo Grande · Medina del Campo · Àvila                                              | Madrid-Chamartín  | 6 trens setmanals per sentit |